# Christian Morel
Ne doit pas être confondu avec Christian Borel.
Pour les articles homonymes, voir Morel.
Christian Morel, né en 1948, est un sociologue français. Il a mené une réflexion et publié dans trois domaines : les grandes erreurs collectives, la négociation et l'information quotidienne. Il est surtout connu pour ses ouvrages sur les décisions absurdes. Il est par ailleurs l'auteur du concept de négociation-manifestation en sociologie du travail.

## Biographie
Christian Morel a effectué une carrière de cadre dans les ressources humaines dans de grands groupes français. Il a terminé cette carrière comme directeur des ressources humaines. Parallèlement à ces fonctions, il a mené une réflexion dans le domaine de la sociologie des organisations et a publié articles et ouvrages (voir section principales publications). Retraité de son métier opérationnel, il poursuit cette activité intellectuelle sous la forme de publications, d'échanges et de conférences, concernant la gestion des risques liés aux facteurs humains. Il a été nommé au CNRS (Centre national de la recherche scientifique) dans la section Politique, pouvoir, organisation de 1991 à 1995 et fait partie de comités de rédaction de revues académiques. Le quotidien Le Monde a publié son portrait à deux reprises : dans son édition du 20 juillet 2002 et dans celle du 28 avril 2018.

## Analyse des décisions absurdes
Dans son premier ouvrage sur les décisions absurdes, Christian Morel s'intéresse aux actes absurdes commis, non par des individus irrationnels tels que des fous, mais par des individus rationnels, éduqués, intelligents, sérieux. Des pièges collectifs et cognitifs entraînent ces derniers, en dépit de leur discernement, vers des décisions stupides. L'exemple emblématique qu'il donne est la décision de lancer la navette Challenger en 1986, alors que plusieurs décideurs étaient certains qu'un dysfonctionnement se produirait. Des processus collectifs (défaut de collégialité, malentendus en série, crainte de sanctions) et cognitifs (erreur sur le climat de la Floride, sur les taux de fiabilité) expliquent la décision désastreuse.
Dans son second ouvrage, l'auteur développe les principes fondamentaux pour éviter ce type de décisions absurdes, qu'il appelle les métarègles de la fiabilité. Ces métarègles sont la collégialité, le débat contradictoire, le contrôle du consensus, l'attention extrême portée aux interfaces, la communication intensive en tout sens, la non punition des erreurs non intentionnelles pour favoriser les diagnostics, les retours d'expérience, la formation aux facteurs humains, le renforcement du langage (y compris la signalétique) et la vigilance à l'égard des pièges cognitifs.
En 2018, l’auteur publie le troisième tome de sa série d'ouvrages sur les décisions absurdes,. Il y analyse ce qu’il appelle l’enfer des règles, c’est-à-dire l’inflation normative et la mauvaise qualité des règles. L’objectif du sociologue est ici une tentative d’innover sur ce thème qui, certes, a été déjà beaucoup commenté. Dans ce but il considère non seulement les règles étatiques mais aussi le vaste champ des normes privées produites par les entreprises, associations, agences de certification, etc. Il essaie également de dégager les causes profondes de l’enfer des règles et des perspectives pour l’éviter. Dans ce troisième tome il aborde aussi un certain nombre de pièges relationnels qu’il estime n’avoir pas suffisamment traités dans ses deux premiers tomes, comme les incompréhensions de langage, la punition excessive des erreurs provenant non de la hiérarchie, mais des collègues et la minoration de la sociabilité professionnelle.

## Analyse de la négociation
Cet auteur est connu en théorie de la négociation sociale pour avoir introduit, dans son ouvrage La Grève froide, le concept de négociation-manifestation, par opposition à la négociation contractuelle. Ayant observé directement l'attitude des militants syndicaux dans les discussions en entreprise, il conclut que ceux-ci utilisent des techniques de négociation qui sont plus proches de celles qu'on utilise dans une manifestation que dans une négociation classique : répétition des demandes sans les faire évoluer, présence en nombre dans les réunions, demandes difficilement négociables, reprise rapide du conflit, etc. L'auteur explique que cette stratégie est très rationnelle. Comme les syndicats français sont particulièrement faibles dans les entreprises du fait de l'acceptation tardive de la représentation syndicale en entreprise, du pluralisme syndical et du faible nombre d'adhérents, ils ont plutôt intérêt à faire pression sur l'employeur pour obtenir le maximum sans s'engager, plutôt que de passer un accord classique dans lequel ils seraient perdants.

## Analyse de l'information ordinaire
Dans son ouvrage L'Enfer de l'information ordinaire, Christian Morel s'intéresse aux informations et aux tableaux de commande de tous les jours destinés au grand public, tels que les interfaces homme-machine de la vie quotidienne, la signalétique de la rue et des établissements publics, les modes d'emploi, etc. Il observe qu'ils sont généralement obscurs, complexes, contradictoires, déroutants. Par exemple sur tel téléphone cellulaire, il faut appuyer sur le bouton arrêt pour le démarrer ; ou sur telle boite de vitesses automatique, il faut pousser le levier vers l'avant pour enclencher la marche arrière. Il constate que les tableaux de commande des appareils domestiques et les pictogrammes de la signalisation publique possèdent les quatre mêmes caractéristiques non ergonomiques que celles que Ferdinand de Saussure a attribuées au langage, c'est-à-dire qu'ils sont, comme une langue : arbitraires, ambigus, complexes et non standardisés. Christian Morel souligne par ailleurs l'extraordinaire complexité des modes d'emploi, qu'il explique en partie par la façon dont ils sont produits. Enfin il montre que cet enfer de l'information ordinaire fonctionne néanmoins grâce à l'aide qu'apportent aux utilisateurs égarés certains utilisateurs plus avertis ou habiles, qu'il appelle les COU (conseillers officieux d'usage).

## Réception de ses ouvrages
Le magazine Challenges, dans son numéro du 30 juin 2016, a cité deux de ses ouvrages parmi les dix livres culte du XXIe siècle en management. Il s'agit des Décisions absurdes. Tome 1. Sociologie des erreurs radicales et persistantes (Gallimard, 2002) et des Décisions absurdes. Tome 2. Comment les éviter (Gallimard, 2012). Le premier tome a reçu le grand prix du Livre de stratégie et de management de l'Expansion et McKinsey et le prix Adrien-Duvand de l'Académie des sciences morales et politiques. Le rapport à l'Académie pour l'attribution de ce prix a été présenté par Raymond Boudon. Le prix du Livre RH Le Monde-Sciences Po-Syntec et la distinction Le Stylo d'or de l'Association nationale des DRH ont été décernés au second tome. Cet auteur a également publié L'Enfer de l'information ordinaire (Gallimard, 2007) et La Grève froide. Stratégies syndicales et pouvoir patronal (Les Éditions d'organisation, 1981 et Octarès Éditions, 1994). Les deux premiers tomes des Décisions absurdes,ont fait l'objet de nombreux articles dans la presse nationale,,,,,,, étrangère ,, et dans des revues académiques,, (la revue de presse complète est disponible en ligne). Le tome 1 des Décisions absurdes a été traduit en japonais, chinois, tchèque, espagnol et portugais. Son ouvrage L'Enfer de l'information ordinaire a été également commenté dans la presse,,,. La Grève froide a fait notamment l'objet d'une recension par Pierre Rosanvallon et Ehrard Friedberg. Le tome 3 des Décisions absurdes paru en 2018 a fait l'objet dès sa sortie d'une large couverture médiatique dans la presse nationale française,,,,,,,,,,,et étrangère francophone,.

## Principales publications

### Ouvrages
- La Grève froide, Éditions d’organisation, réédité en 1994 aux Éditions Octares.
- Les Décisions absurdes, Gallimard, Bibliothèque des sciences humaines, 2002, réédité dans la collection Folio en 2004.
- L'Enfer de l'information ordinaire, Gallimard, Bibliothèque des sciences humaines, 2007.
- Les Décisions absurdes, tome 2. Comment les éviter, Gallimard, Bibliothèque des Sciences humaines, 2012, réédité dans la collection Folio en 2013.
- Les Décisions absurdes, tome 3. L'enfer des règles. Les pièges relationnels, Gallimard, Bibliothèque des Sciences humaines, 2018.

### Articles de revue à comité de lecture
- Les stratégies de négociation dans l'entreprise, Sociologie du travail, octobre-décembre 1977.
- Le droit coutumier social dans l'entreprise, Droit social, juillet-août 1979.
- Le droit et le réel, Droit social, janvier 1985.
- La drôle de négociation, Gérer et comprendre, mars 1991, n° 22.
- Le mal chronique de la connaissance ordinaire dans l'entreprise, Gérer et comprendre, septembre 1992.
- Les jeux délicats du principe de solidité, Gérer et comprendre, mars 1996, n° 43.
- Les solutions considérablement déconnectées, L’Année sociologique, 1997.
- Variations sur la négociation tacite et le point focal de Thomas Schelling, Négociations, 2004, n° 1. Voir un commentaire de cet article sur Xerfi Canal par Isabelle Barth.
- L'enfer des boutons. Essai sur une interface homme-machine ordinaire, Gérer et comprendre, 2005.
- Interview sur la conduite d'une négociation sociale suivi d'un commentaire de Jean-Daniel Reynaud, Négociations, 2008, n° 1.
- Les accidents à l'atterrissage par mauvais temps, Gérer et comprendre, juin 2009, n° 96.
- La négociation intra-organisationnelle», Négociations, 2009, n°12.
- Connaître ou punir ? Traiter les erreurs dans les organisations, revue Le Débat, Gallimard, novembre-décembre 2009, n° 157.
- Décision hautement fiable et compromis, Négociations, 2013, n°20.
- Le quotidien considérablement bizarre, revue Le Débat, Gallimard, mars-avril 2016, n° 189.
- Les refus de négocier, Négociations, 2016, n°26.